# Cotacachi
Cotacachi (oficialmente Santa Ana de Cotacachi) es una ciudad de la República de Ecuador. Está ubicada sobre la hoya del río Chota, en las laderas orientales del estratovolcán Cotacachi, en la parte oriental de los Andes y su altitud promedio es de 2418 m s. n. m. La ciudad está dividida en 2 parroquias urbanas, las cuales se subdividen en barrios.
En el censo de 2022 tenía una población de 10.526 habitantes, lo que la convierte en la nonagésima quinta ciudad más poblada del país. Forma parte del área metropolitana de Ibarra, pues su actividad económica, social y comercial está fuertemente ligada a Ambato, siendo "ciudad dormitorio" para miles de trabajadores que se trasladan a aquella urbe por vía terrestre diariamente. El conglomerado alberga a más de 280.000 habitantes. 
Fue fundada en 1544 por Pedro de la Peña. La ciudad de Cotacachi es el centro político del Cantón Cotacachi y, como tal, alberga los principales organismos administrativos, culturales, financieros -al ser la sede de la mayoría de bancos de la Nación, administrativos y comerciales en el cantón. En 2002 recibió el premio «Ciudades por la paz» otorgado por la Unesco con una medalla de la UNESCO, y en el 2007 recibe el Premio Ciudades Digitales Otorgado por la AHCIET. En 2019 fue designado Pueblo Mágico por el Ministerio de Turismo de Ecuador (MINTUR). Se trata, pues, de uno de los cinco primeros Pueblos Mágicos del país.

## Historia
Cotacachi inicio como pueblo con los quitus. Ellos bautizaron al volcán con el nombre de Coto-ashi. Los Caras le nombraron Cotaczshis a todos las tribus y pueblos que antes se habían establecido en los contornos como los Cumbas, Asamas, Morochos, Punges, Anrabíes, Ashambuelas, Colimbuelas, Quitugos, y Quitumbas. Los incas que hablaban el idioma Quichua transformaron la palabra Cotashi en Cotacachi, nombre con el que se le conoce hasta hoy.
La fecha de su primera fundación es incierta; los registros más antiguos se hallan en la hacienda del Inga alrededor del año 10300 a.c. El Inca Huayna Capac convirtió a Cotacachi en una ciudad importante del norte del Ecuador, Sin embargo, se utiliza la conquista española de la ciudad, y el póstumo asentamiento de los jesuitas en el Ecuador cuando en1544 Fray Pedro de la Peña fundó la ciudad, como su nacimiento.
Su independencia fue a treinta y un días de la Batalla de Pichincha, se incorporó Quito a la Gran Colombia. Entonces aparece Cotacachi como Cantón que formó parte de la provincia de Imbabura, junto con Ibarra, Otavalo y Cayambe. En 1824, con la finalidad de incorporar a Guayaquil a la Gran Colombia, Simón Bolívar dictó la ley de división territorial y por primera vez se menciona el nombre de Ecuador como departamento de la Gran Colombia.
El artículo II de la ley establece: “El departamento del Ecuador comprende las provincias: 1. de Pichincha, su capital Quito; 2. Imbabura, su capital Ibarra; 3. Chimborazo, su capital Riobamba. Los cantones de la provincia de Imbabura son: Ibarra; 2. Otavalo, 3. Cotacachi; 4 Cayambe.
En los archivos municipales de Otavalo, se encuentran los nombres de los consejeros parroquiales de la villa de Cotacachi ante el cantón Otavalo, hasta el año de la cantonización.
La Cantonización fue El seis de julio de 1861 se inauguró el Cantón Cotacachi con el primer Jefe Político posesionado por la Gobernación de la Provincia, Sr. Julián Andrade. Y como máxima autoridad declaró en posesión a Modesto Peñaherrera, Carlos Cevallos, Vidal Saldaña, Rafael Reyes, José Peñaherrera, Julián Andrade González. Alcaldes el Dr. Telésforo Peñaherrera y Rafael Albuja. Procurador síndico: Segundo Proaño. Desde entonces Cotacachi comenzó su historia con una nueva etapa política y civil.

## Geografía
Ubicada en la zona norte de Ecuador. Se ubica a 80 km al norte de Quito y 25 km al sur de Ibarra. Su clima es templado semiseco o andino de valles. Su temperatura oscila entre 14 °C, 18 °C y los 19 °C.
Localizada en un valle de clima templado, a los pies de la cordillera andina, su naturaleza es óptima para los pinares, y eucaliptos; Cotacachi se halla estratégicamente en la vera de los ríos Ambi y Pichaví, ambos modifican de cierta manera los bosques en sus cuencas, así a las orillas de estos encontramos sauces y otros arbustos propios de la zona andina alta.
La zona urbana comprende la ciudad de Cotacachi como cabecera cantonal, la misma que forma parte de la Conurbación de Ibarra, en la que la ubicación de la ciudad de Cotacachi está casi a mitad distancia entre Atuntaqui y Otavalo.

### Clima
El clima de la ciudad es templado, dado que Cotacachi se halla en un valle y es modificado tanto por los vientos que llegan desde los valles y dehesas que son vientos cálidos y secos, como por los vientos que llegan desde los Andes y las partes altas que son vientos frescos y fríos, que le dan a Cotacachi un clima templado y agradable. Cotacachi tiene una temperatura promedio de 18 °C, temperaturas que pueden descender o aumentar dependiendo de la época del año, así por ejemplo la temperatura promedio en diciembre es de 14 °C, mientras que en agosto puede llegar a los 28 °C.

## División Política

### Parroquias urbanas
- El Sagrario
- San Francisco

Cotacachi para su manejo más equilibrado se halla dividida en más de 25 barrios que agrupan 2 parroquias urbanas, estas se encargan de mantener el orden, hacer cumplir las leyes del alcalde y de administrar bien los recursos de la ciudad, actualmente Cotacachi está conformada por 2 parroquias, pero en total son 8 parroquias rurales y 2 urbanas que conforman el Cantón de Cotacachi en sí.
Los barrios son agrupaciones que conforman las parroquias urbanas de la Ciudad y se organizan y dirigen desde la Federación de Barrios de Cotacachi, estas al contrario de la parroquia no tienen autonomía, tan solo un rango legislativo y poder de administración de recursos. Las parroquias urbanas y los barrios en los que se halla dividida Cotacachi son los detallados a continuación:
- El Sagrario: Ubicada al norte de la calle 10 de agosto.
- San Francisco: Ubicada al sur de la calle 10 de agosto.

| Parroquias urbanas | Parroquias urbanas |
| ------------------ | --- |
| 1. El Sagrario     | Barrios: Central, La Bolívar, Centro Histórico (Sector 9 de Octubre y aledañas) La Sucre, La Modesto Peñaherrera, Diablo Calle, Oriental (2 fases), Dispensario IESS, Cachipúgro, La Ríofrío, El INNFA, La 24 de Mayo, San José, La Banda, Pilchibuela, Comunidades: El Cercado, El Batán, Tunipamba Bellavista, Yambaburo, Topo Grande, Alobuela, Asaya Santo Tomás, Santa Bárbara, Iltaquí Chiquito, Piava Chupa, Pilchibuela, San Pedro, Piava San Pedro |
| 2. San Francisco   | Barrios: La 10 de Agosto, El Parque Olmedo, El Cuerpo de Bomberos, El Hospital Asdrubal de la Torre, Caliente, El Coco, San Teodoro, El Ejido, Húmedo. Comunidades: La Calera, La Victoria Don Bosco, Morales Chupa, Morochos, Suárez Dávila, Chilcapamba, Eloy Alfaro, San Martín Suelto, San Martín de Cevallos, Topo Chico, Turucu |

## Turismo
Cotacachi ofrece turismo comunitario, que ha sido fortalecido permitiendo la creación de emprendimientos turísticos distribuidos en cada una de sus parroquias: Apuela, Plaza Gutiérrez, Vacas Galindo, Peñaherrera, Cuellaje, García Moreno, Imantag y Quiroga. Varios de ellos ofrecen hospedaje, caminatas, visitas a cascadas y lagunas, gastronomía local, artesanías y música.

### Iglesias
La ciudad tiene muchos templos católicos, cuenta con una amplia tradición religiosa, Los más tradicionales y dignos de visitar son:
- Catedral La Matriz: ubicada en el centro de la ciudad, es la central de la diócesis, construida después de la primera Iglesia de Cotacachi, cuenta con varias obras de la escuela de arte de Quito, básica del barroco y el rococó, con altares de pan de oro y está conformada por 6 capillas. Esta iglesia conserva un estilo neoclásico, en ella se combina la arquitectura Griega y Romana, en su interior se encuentran obras de arte del siglo XVIII y cuenta con varias obras de la escuela de arte de Quito, con altares de pan de oro. Se encuentra en la calle Bolívar, entre Modesto Peñaherrera y García Moreno. En esta iglesia se han conservado los elementos e imágenes de San Marcos, que se encuentran a cargo de la parroquia, la cual, al igual que la iglesia, han mantenido su estilo que data de inicios del siglo XX.
- Catedral La Dolorosa: Esta iglesia de corte modernista conserva varios cuadros, esculturas y estampas junto a hermosos vitrales, su altar está cubierto de pan de oro y muestra una rica decoración en su interior.
- Capilla episcopal: Se encuentra al lado izquierdo de la iglesia matriz. Está lista para atender al público y es la residencia del párroco de Cotacachi.
- Niño Jesús, Está ubicado en el barrio el Ejido en el desvío frente al parque “El Coco” en la vía Quiroga-Cuicocha-Intag. Ciudad de Cotacachi a 10 minutos del centro histórico junto al puente del río Ambi.
- Otras Iglesias parroquiales: Seis de Julio de Cuellaje, Plaza Gutiérrez, Peñaherrera, Vacas Galindo, García Moreno
- Capillas: Las más antiguas son: San José, Pilchibuela, y también la mayoría de las comunidades posee una.

### Parques y plazas
- Parque Abdón Calderón: Es el parque principal de la ciudad. Está rodeado de la Iglesia de la Matriz, Banco de Fomento, Casa “El Portal” y el Palacio Municipal. Está ubicado en el centro histórico de Cotacachi. En su centro está la estatua de Santa Ana patrona de Cotacachi.
- Plaza de la Interculturalidad: Aquí se ubicó el tras anterior Mercado de Cotacachi, luego fue escenario de los proyectos: “Parque Ornamental” y “Centro Artesanal Loma de Plata” los cuales se cancelaron, pero se quedó con este primer nombre provisional siendo parqueadero del Comisariato Municipal y El teatro: Ciudad por la Paz, hasta que finalmente se le puso su propio nombre: Plaza de la Interculturalidad.
- Mural El grito de los excluidos: En el 2004 se colocó en los Muros del Teatro, la obra de Pavel Egüez: “El grito de los Excluidos, en esta Plaza se han realizado varios eventos, festivales, fiestas de la Cotacacheñidad, actualmente es un representativo sitio histórico.
- Parque Olmedo: Se ubica frente a la Iglesia de La Dolorosa, forma parte del proyecto de regeneración urbana. Según datos históricos, esta plaza se formó en el tiempo de la construcción de la citada iglesia, fue aprovechada para hacer una especie de feria semanal de los productos artesanales: madera, platerías, tapices, música, etc hasta el día de hoy. En la actualidad se encuentra restaurada y en su interior se encuentra una estatua en honor a Santa Cecilia patrona de la Música y en su esquina dos más: Músico y Talabartero.
- Plaza del Sol: Se ubica entre Avenida Modesto Peñaherrera y Avenida del Sol esta junto al redondel de las dos Avenidas y es la plaza más moderna que tiene ciudad urbana donde sobre un escenario circular se encuentra un monumento de diez pies en hierro que representa un templo del sol, con la chakana o cruz andina.

### Parques infantiles
- “Santa Rosa de Diablocalle”
- “El Coco”
- “La Banda”
- “El Coco” (Del Barrio El Ejido).

### Teatros
- Teatro Municipal: “Ciudad por la Paz”
- Instituto Superior “Luis Ulpiano de la Torre”
- “Unidad Educativa Santa Ana de Cotacachi”
- “Escuela Modesto Peñaherrera”
- “Escuela Manuela Cañizares”
- “Escuela Santísimo Sacramento”
- “Colegio Las Lomas”

### Centros Cívicos
- Barrio San José
- Pilchibuela
- Barrio El Ejido
- Barrio Húmedo

## Salud
La salud en Cotacachi se halla garantizada por el hospital hospital: Asdrubal de la Torre (hospital público), Dispensario Médico del Seguro (Dispensario del IESS), así como de más de 5 clínicas privadas y cerca de 20 consultorios privados, las principales clínicas privadas son: Cruz Andina, Dr. Vaca, Ana Dávila, Dr. Wilson Terán, Dr Byron Albuja, etc. Laboratorios clínicos: Lab Wiener TMD. Mickel Terán, El Jordan TMD. Elsa Ruales.
La principal causa de muerte en Cotacachi son los problemas cardio-cerebrales y los respiratorios, mientras la población goza de una
alta calidad de vida y una esperanza de vida que se aproxima a los 75,7 años para los hombres y 80,3 años para las mujeres.

## Transporte
En Cotacachi como en todas las ciudades de la Sierra Ecuatoriana el tráfico y la congestión vehicular todavía es un mediano problema pero se ha propuesto un nuevo trazado urbano y vial en la ciudad, y una serie de proyectos y campañas escolares y profesionales sobre conciencia vial.
Cotacachi cuenta con calles medianas, grades y angostas, como cualquier ciudad colonial, enmarcada con innumerables intersecciones, monumentos, redondeles y parques, así Cotacachi cuenta con dos Compañías de Autobuses intercantonales, Cotacachi, Seis de Julio y Valle de Intag, las cuales prestan servicios a toda la población, y en sus innumerables barrios, en este concepto Cotacachi intervendrá los buses urbanos para 2016 como parte del Sistema de Transporte Urbano.

### Vías terrestres
La principal vía para llegar a Cotacachi por el sur se encuentra en la carretera de Otavalo a Ibarra. Algunos kilómetros después de la salida se ubica luego de Carabuela, el denominado Ramal o Partidero ubicado en el sector de Pinsaquí e Ilumán donde actualmente se levanta un moderno puente a desnivel que posee entradas y salidas laterales y por encima del puente conectadas a la carretera del ingreso a la ciudad.
Por el norte luego de Atuntaqui y el peaje de San Roque nos ubicamos en el sector de Pinsaquí e Ilumán, encontraremos el moderno puente a desnivel y la carretera del ingreso a la ciudad.
Otras vías alternativas son: viniendo por el sur está antes de la salida norte de la ciudad de Otavalo: Es la vía que conduce hacia la fábrica Selva Alegre y la zona de Intag, a 200 km. encontramos un desvío a la derecha de la entrada a San Eloy que lleva a la parroquia de Quiroga y luego a Cotacachi.
Por el norte: viniendo desde Ibarra se encuentra la vía en construcción Antonio Ante-Cotacachi al sureste de la ciudad de Atuntaqui. Otra vía alterna se ubica partiendo desde Ibarra por el sector de Imbaya encontramos la vía a Urcuqui encontraremos a la izquierda un desvío que es otra vía en construcción denominada Urcuqui-Cotacachi y es un amplio recorrido por la parroquia de Imantag hacia Cotacachi.
La muy esperada vía Cotacachi – Cuicocha -Apuela-Peñaherrera-García Moreno ya se encuentra activa y es el principal eje de comunicación y comercio con la zona de Intag, ésta se ubica en un desvío a la izquierda desde la vía a Cuicocha cerca del peaje de la Reserva Ecológica Cotacachi Cayapas y ya se encuentra en uso tanto por cooperativas de Cotacachi como de Otavalo actualmente.

### Principales avenidas y calles
- Avenida del Sol
- Avenida Modesto Peñaherrera
- Calle Diez de Agosto
- Calle Simón Bolívar
- Calle Antonio José de Sucre
- Calle Nueve de Octubre
- Calle Gabriel García Moreno
- Calle Vicente Rocafuerte
- Calle Pedro Moncayo
- Calle Gonzáles Suárez
- Calle Veinticuatro de Mayo
- Calle Esmeraldas
- Calle Salinas
- Calle Manuel Larrea
- Calle Leónidas Plaza Gutiérrez
- Calle Filemón Proaño
- Calle Segundo Luis Moreno
- Calle Vacas Galindo
- Calle Morales
- Calle Lucila Maya
- Calle Río Frío
- Calle Juan Montalvo
- Calle Marco Tulio Rubio
- Calle Juan León Mera
- Calle Quiroga
- Calle Eloy Alfaro
- Calle Imbabura
- Calle Adolfo Almeida

## Cultura
Cada región del Ecuador tiene costumbres y tradiciones propias. Cotacachi las tiene también y muy especiales. Una de las más destacadas es la Procesión de Viernes Santo, en la Semana mayor, la que según el calendario se da entre marzo o abril de cada año. Es una manifestación religiosa y multicolor, donde predomina la presencia indígena con sus vestuarios especiales y con el desfilar de imágenes religiosas de mucha antigüedad.
El 2 de noviembre, en el día de difuntos es curioso ver a casi todos los pobladores participando en el tradicional juego de trompos en las calles de la ciudad. Otras de las costumbres son los juegos de pelota de mano, pelota de guante.
Cotacachi y sus comunidades indígenas guardan sus valores artísticos y culturales en forma casi íntegra con la pureza de sus manifestaciones: las fiestas de San Juan, San Pedro y San Pablo, los matrimonios, las mingas y se conservan los grupos auténticos de danzantes como los Abagos (de Morochos), los Pifamberos (de Alambuela) y los Yumbos (de Cumbas Conde).

### Fiestas Populares
- Cantonización: La cantonización de Cotacachi es Celebrada cada 6 de julio donde se presenta una amplia agenda de festividades en Comercio, Cultura, y elige a la soberana del Cantón en estos festejos.
- Hatun Puncha o Inti Raymi: La fiesta del Solsticio luego de la cantonización empieza con baños rituales y danza por parte de las comunidades y adeptos a la fiesta alrededor del parque Abdon Calderon con mucha concurriencia debido al riesgo de peleas por ajustes de cuentas que pueden terminar en actos violentos por parte de los danzantes.
- Fiesta de la Jora: Es la fiesta de la bebida Milenaria procesada con del Maíz por los aborígenes donde la municipalidad desde hace varias décadas elige una soberana en esta tradicional celebración.

### Música
Cotacachi tiene una amplia carrera dentro de la música sus pobladores así como los estudiantes de la Unidad educativa Luis Ulpiano de la torre han demostrado ser fervientes ejecutadores de instrumentos y formación de conjuntos musicales así como artistas que a través de la historia han demostrado su talento y que si intentaramos nombrarlos, sería una inmensa lista en este espacio, existen miles de escritos, partituras, grabaciones por parte de músicos cotacacheños de toda índole que año a año acrecientan el fervor por la música que tiene el pueblo de Cotacachi y la gran ansia de convertirse en la capital musical del Ecuador.

### Artes plásticas
La manifestación artístico plástica aunque no es amplia como otras habilidades vale la pena mencionar ya que se encuentran varios referentes artísticos del país en la ciudad.
Gente que ha aportado con su obra muchos valores estético-visuales para la historia del cantón
Luis Aguirre Bolaños, Carlos Vicente Andrade, Laureano Jativa, Freddy Mejía, Héctor Mejía, Luis Vinueza, Christian Proaño, Amilcar Narváez, Renata Imbat, Guido Morán son algunos nombres de representantes de la plástica Cotacacheña.

### Arquitectura
La arquitectura de Cotacachi es contrastada pues varía entre el típico estilo colonial sudamericano español en su centro histórico, mientras un estilo mucho más ecléctico se abre paso por el resto de la ciudad, siendo principalmente viviendas mixtas y edificios que datan desde 1950 en adelante. Existen ciertos caseríos urbanos y la mayoría de recintos rurales donde las casas de tapia y adobe predominan; además existen ciertas haciendas en las afueras de la ciudad de un estilo europeizado a modo chalet, que resulta en una sutil e interesante reconstrucción de viviendas de los Alpes en los Andes.

### Educación
La ciudad cuenta con buena infraestructura para la educación, tanto pública como privada. La educación pública en la ciudad, al igual que en el resto del país, es gratuita hasta la universidad (tercer nivel) de acuerdo a lo estipulado en el artículo 348 y ratificado en los artículos 356 y 357 de la Constitución Nacional. Varios de los centros educativos de la ciudad cuentan con un gran prestigio. La ciudad está dentro del régimen Sierra por lo que sus clases inician los primeros días de septiembre y luego de 200 días de clases se terminan en el mes de julio.

#### Institutos Superiores
- Instituto Superior Tecnológico "Cotacachi"
- Instituto Superior “Luis Ulpiano de la Torre”

#### Colegios
- Colegio Las Lomas (privado).
- Colegio La Inmaculada (público).
- Unidad Educativa Luis Ulpiano De La Torre (público)
- Unidad Educativa Santa Ana de Cotacachi (público)

#### Escuelas
- Unidad Educativa Las Lomas (privada).
- Unidad Educativa Santísimo Sacramento (privada).
- Unidad Educativa Seis de Julio (pública).
- Unidad Educativa Modesto Peñaherrera (pública).
- Unidad Educativa Manuela Cañizares (pública).
- Unidad Educativa Santa Ana de Cotacachi (público)
- Unidad Educativa Santa Ana de Cotacachi (público)
- Unidad Educativa Santa Ana de Cotacachi (público)
- Unidad Educativa Cotacachi (público)

#### Jardines de Infantes
- Jardín de Infantes Cardenal Bernardino Echeverría (público).

## Economía
La ciudad se mantiene próspera gracias al Sector Terciario que supone el 70% de los empleos en la ciudad, la agroindustria y la procesación de alimentos como la cebada, la remolacha, la caña de azúcar, la patata, las legumbres, cítricos, viñedos y aceitunas son también crecientes, el sector artesano y Secundario es ampliamente dedicado como otras ciudades imbabureñas a la moda, así mismo otro factor importante es la transformación de la cal y la gastronomía, así pues el sector más próspero es el turismo, para 2010 Cotacachi tenía el puesto 12 en ciudades económicas, su prosperidad se hace también importante gracias al sector financiero y bancario de Ibarra, el Banco Pichincha, Banco del Guayaquil y más de 5 cooperativas mantienen sedes importantes aquí, la cooperativa El Ejido es originaria de Cotacachi.

## Deporte
Cotacachi por costumbre y tradición tiene al deporte como algo más que necesario, los padres enseñan a sus hijos varones y se los inculcan desde muy pequeños, el fútbol es como en toda ciudad ecuatoriana y americana la pasión que mueve multitudes, la liga deportiva cantonal “Cotacachi” ha aportado a este deporte los campeonatos y olimpiadas a nivel local son muy famosas tanto de fútbol como el, desde finales de los 80s se vienen dando varios campeonatos intergalladas de basketball en los que han participado tanto varones como mujeres y que han sido cada vez más concurridos por la multitud, generación tras generación, el ecuavolley tiene varios adeptos por distintos puntos del cantón donde se realiza una gama de apuestas, el motocross y el downhill son deportes que se han incrementado tanto en las fiestas de Cotacachi como en Quiroga, el heredado juego Colombiano “Llermis” también se ha practicado desde fines de los 80 causando sensación en los barrios del centro de la ciudad, actualmente los gimnasios siguen creciendo y las mujeres han optado por la bailoterapia, dentro de los colegios los deportes son muy exigidos.

### Escenarios deportivos
El principal recinto deportivo para la práctica del fútbol es el Estadio Olímpico de Cotacachi Francisco Espinoza. Está ubicado en la Avenida del Sol y calle 10 de agosto de la ciudad de Cotacachi. Su capacidad es para 10 000 espectadores.
Fue inaugurado el 23 de julio de 1983 (anteriormente conocido como Estadio Olímpico Municipal) seis años después el Estadio Olímpico Municipal cambió de su nombre al actual Estadio Olímpico "Francisco Espinoza" que fue remodelada, reconstruida y reinaugurada el 4 de julio de 1998. Hasta el 4 de marzo de 2000, el Estadio Olímpico Municipal fue de propiedad del Ilustre Municipio de Cotacachi, fecha en la cual fue donado a la Liga Deportiva Cantonal de Cotacachi a través de escritura pública.
El Estadio Olímpico Francisco Espinoza de la Ciudad de Cotacachi" pasó ser administrado por la Liga Deportiva Cantonal de Cotacachi.

## Símbolos de Cotacachi

### Bandera

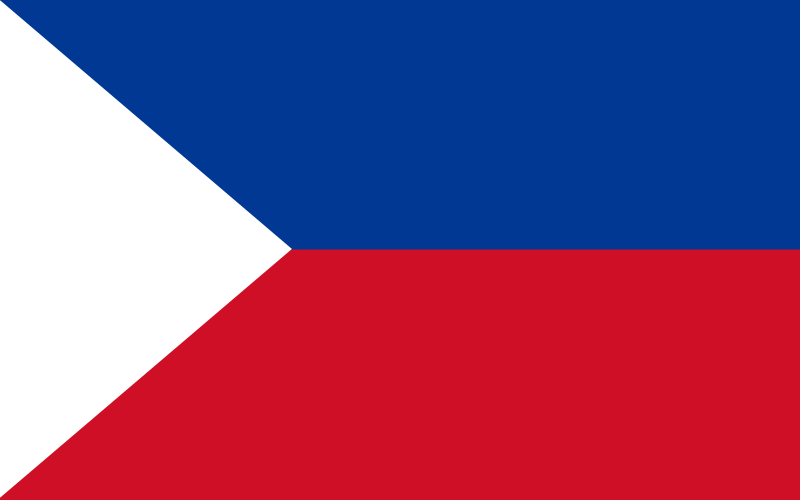
Bandera de Cotacachi Imbabura Ecuador

La Bandera de Cotacachi consta de dos franjas horizontales de igual tamaño, la superior azul, y la inferior roja, interceptadas por un triángulo blanco, en honor a la sangre y el cielo de la independencia Cotacacheña.

### Escudo
En la parte superior del escudo encontramos una aureola o círculo de 10 estrellas.
El escudo es en forma de tríptico con un borde café que representa al trabajo en cuero y luego consta primeramente en la parte superior del paisaje de Cuicocha y debajo de esta dos cudros de forma igual donde esta representados la música y el trabajo en talabartería de los en la parte superior.

## Premios
- Premio, "Mejor Proyecto de Gestión de Riesgos del Ecuador", otorgado por la Corporación Líderes para Gobernar, PLAN RUPAY, proyecto ganador, 2017
- Finalista del Premio Verde, categoría "Educación Ambiental" otorgado por el Banco de Desarrollo Ecuatoriano BDE (2017) con el Proyecto PLAN RUPAY,
- Premio "Ciudades por la paz". Otorgado por la Unesco (2002).[8]
- Cotacachi se Declara “Primer Territorio Libre de Analfabetismo en el Ecuador” el 23 de abril del 2005 y recibe una medalla de la UNESCO.
- Premio Ciudades Digitales. Otorgado por AHCIET (2007).
- Premio Internacional “Buena Practica en Participación Ciudadana” (2004) Otorgado por el Observatorio Internacional de Democracia Participativa.